# Joseph Siffred Duplessis

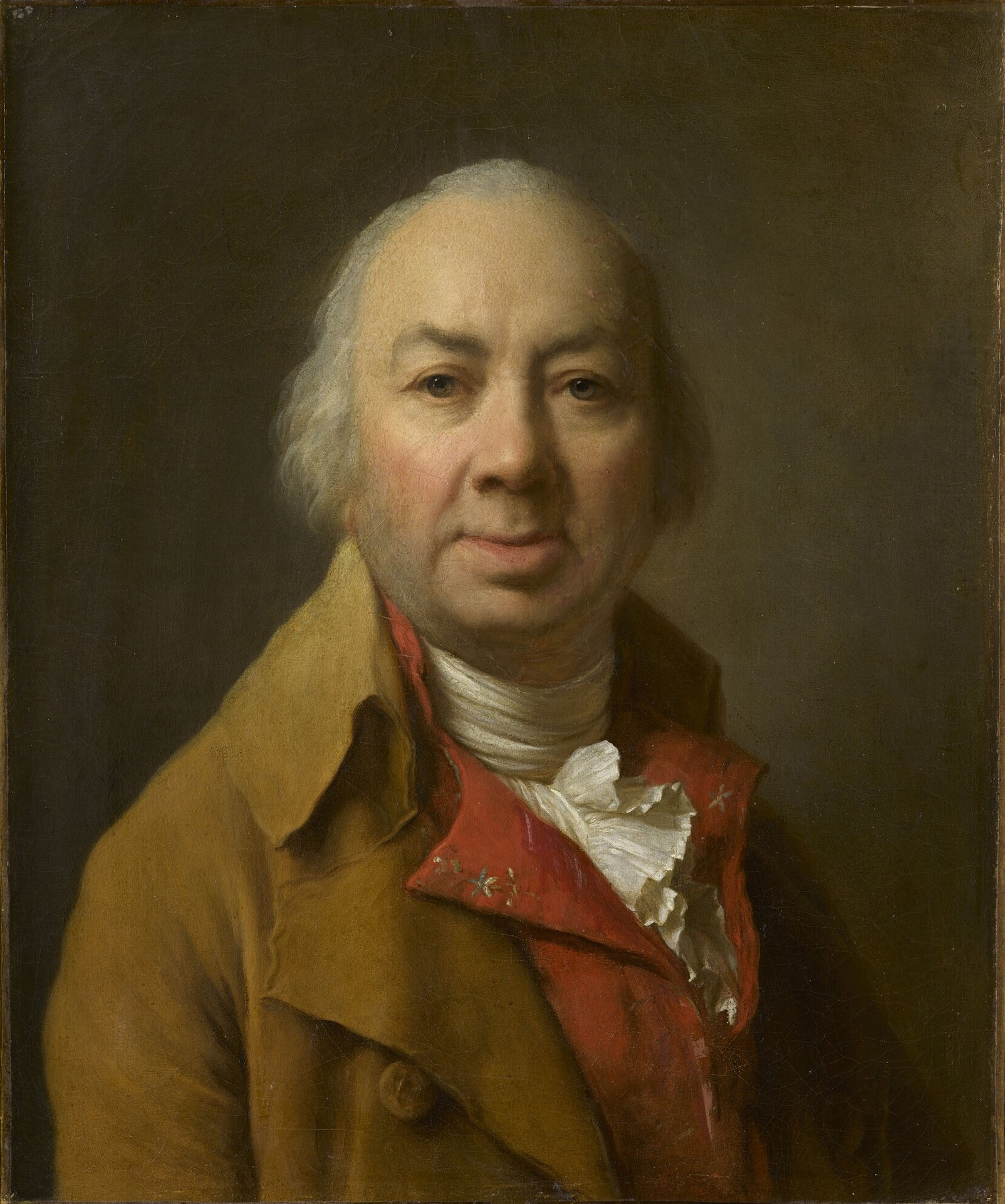
Selbstporträt, 1801

Joseph Siffred Duplessis (auch Joseph-Siffrein Duplessis, * 22. September 1725 in Carpentras; † 1. April 1802 in Versailles) war ein französischer Maler. Er lebte vier Jahre in Rom als Schüler von Pierre Subleyras, nach seiner Rückkehr nach Frankreich schuf er vor allem Porträts von Mitgliedern des Hofes.
Sein Vater war ein Chirurg namens Joseph-Guillaume Duplessis, der seinen Beruf aufgab, um sich der Malerei widmen zu können. Nach seiner ersten künstlerischen Ausbildung durch seinen Vater ging er bei Joseph Imbert für vier Jahre in die Lehre. Von 1744 bis 1748 hielt Duplessis sich in Rom auf, wo er bei Pierre Subleyras lernte und sich weiterhin mit Joseph Vernet anfreundete. Zurück in seiner Heimat erhielt er zunächst Aufträge von Adeligen der Region, 1751 ging er nach Lyon und von dort 1752 nach Paris. Hier dürfte Duplessis seinen Entschluss gefasst haben, sich auf die Porträtmalerei zu spezialisieren. Erst 1764 werden seine Bilder öffentlich ausgestellt, 1769 wurde er in die Académie royale de peinture et de sculpture aufgenommen, im gleichen Jahr erzielte er beim Salon seinen Durchbruch. Bis 1789 erhielt er zahlreiche öffentliche Aufträge; parallel dazu stieg er in der Académie auf, wo er 1780 zum Conseiller ernannt wurde. Nach der französischen Revolution blieben die öffentlichen Aufträge aus. Die Commission des monuments der neuen Regierung beauftragte Duplessis 1794, die Kunstwerke des Distrikts Carpentras zu katalogisieren und 1796 wurde er zum Kurator des Museums im Schloss Versailles ernannt. Diese Position bekleidete er bis zu seinem Tod im Jahre 1802.

## Werke

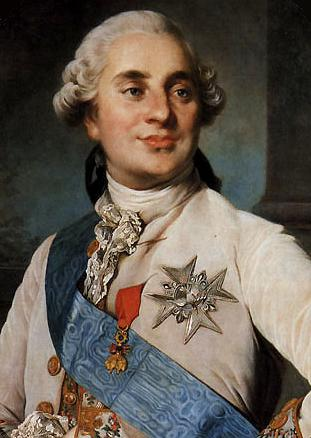
Ludwig XVI. (1776)
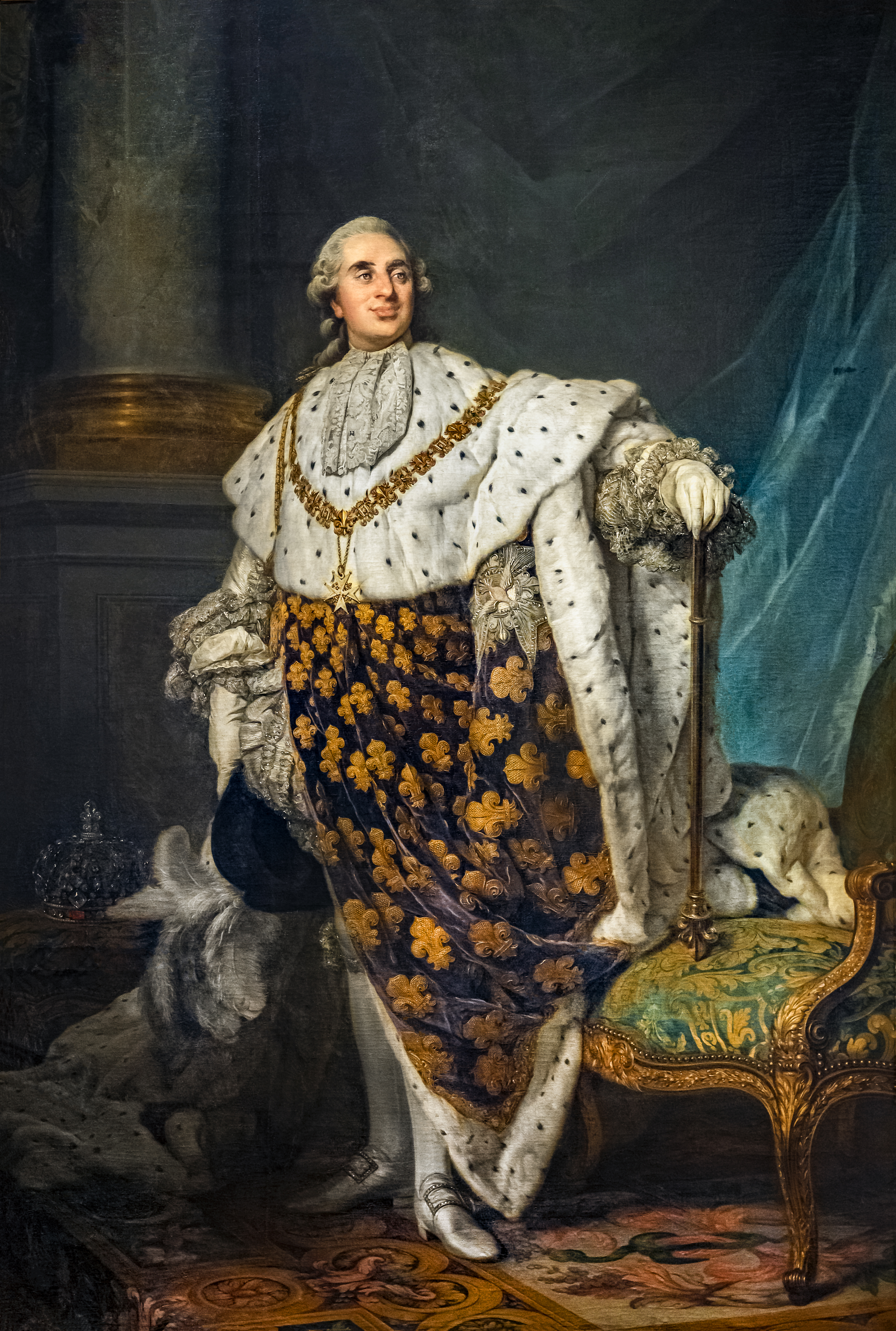
offizielles Porträt von Ludwig XVI. (1777)
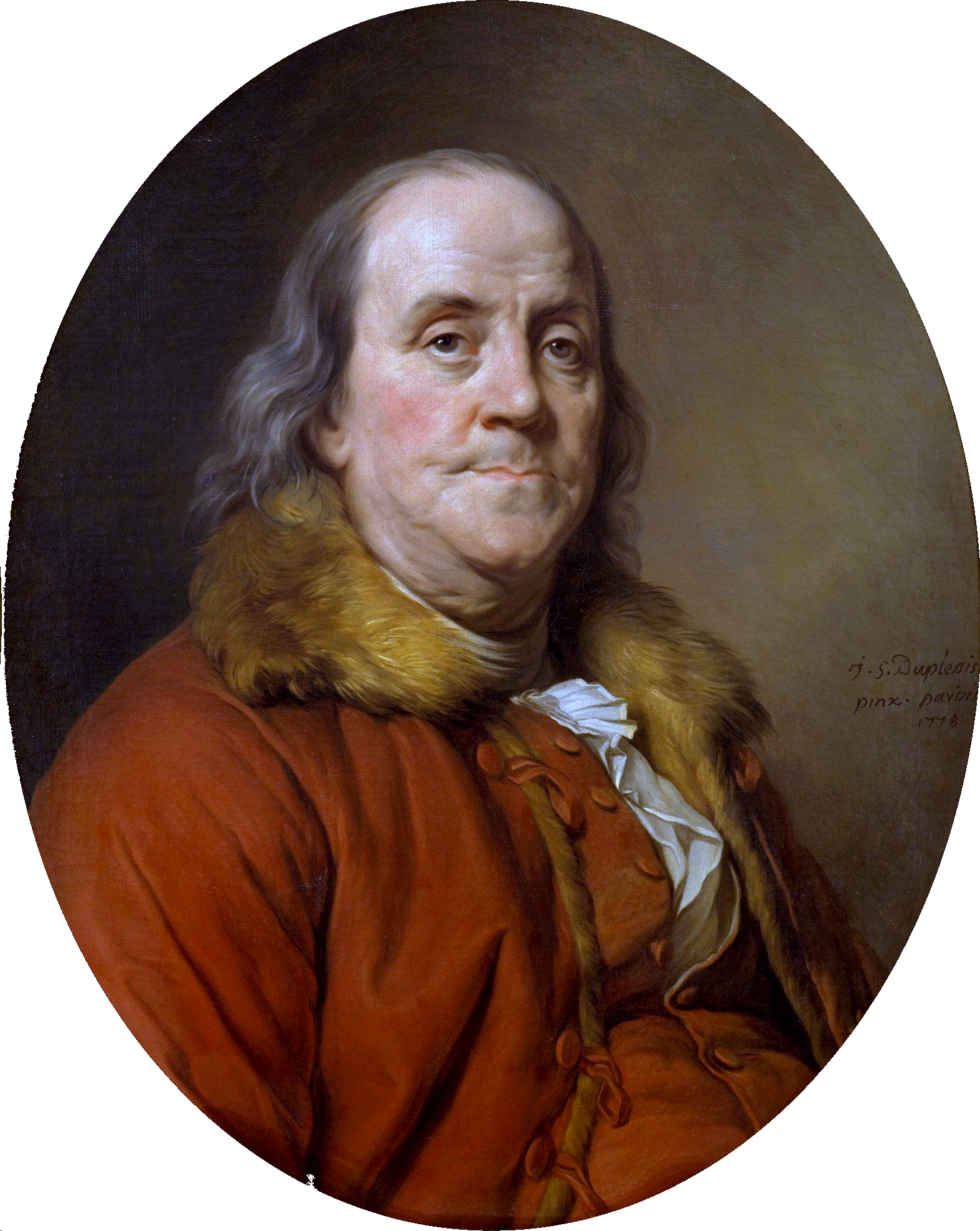
Benjamin Franklin (1778)
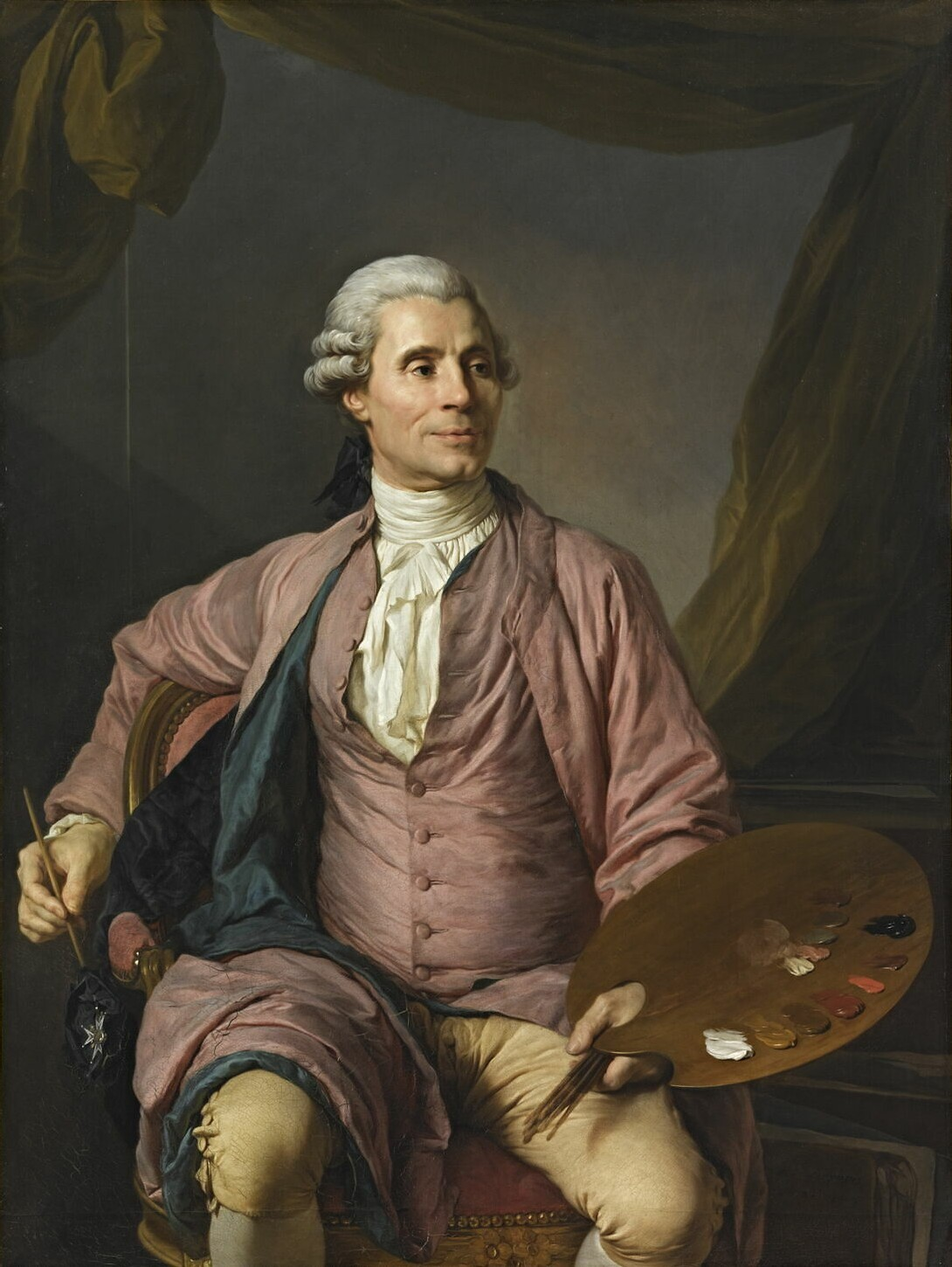
Joseph-Marie Vien (1784)
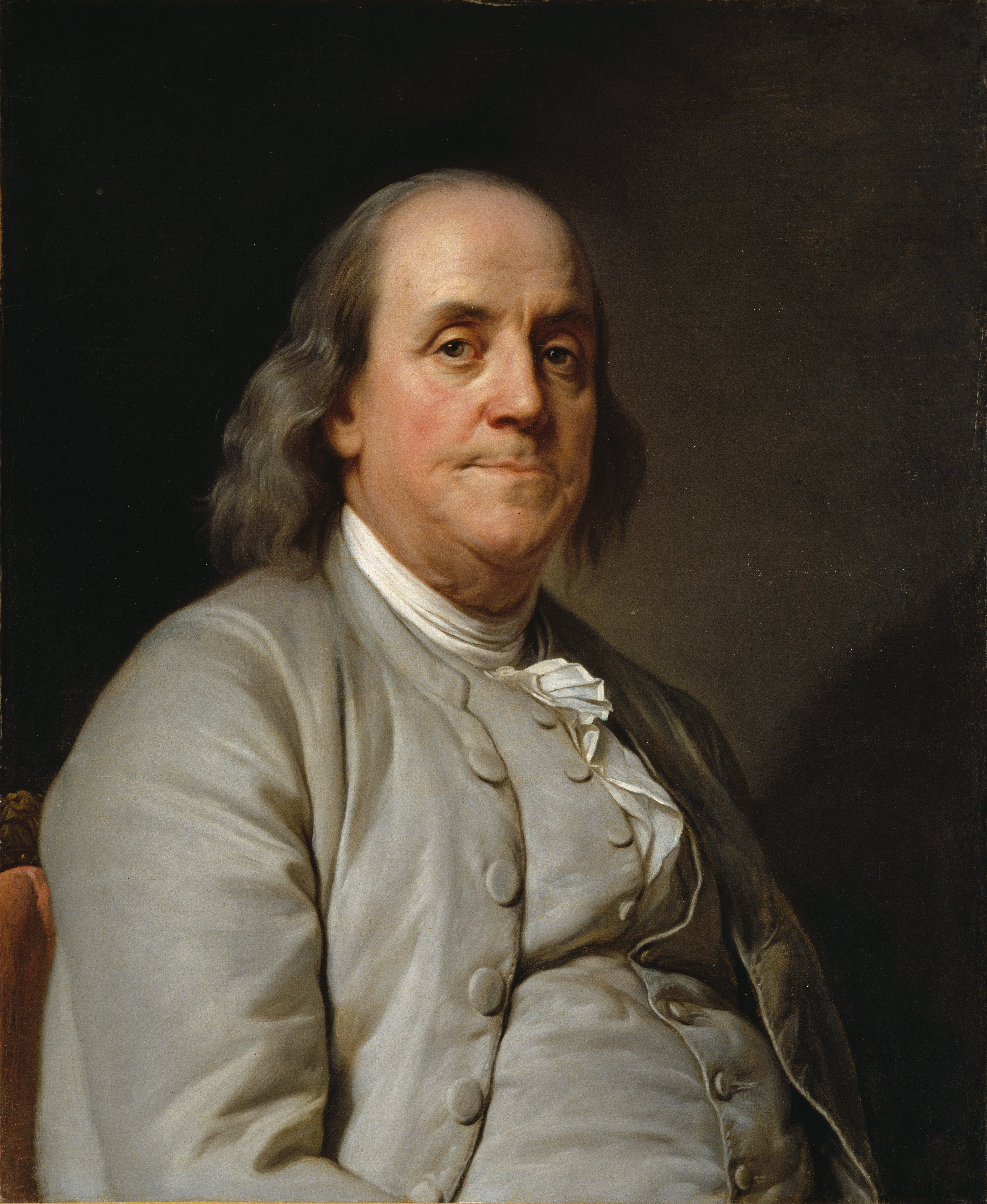
Benjamin Franklin (1785)
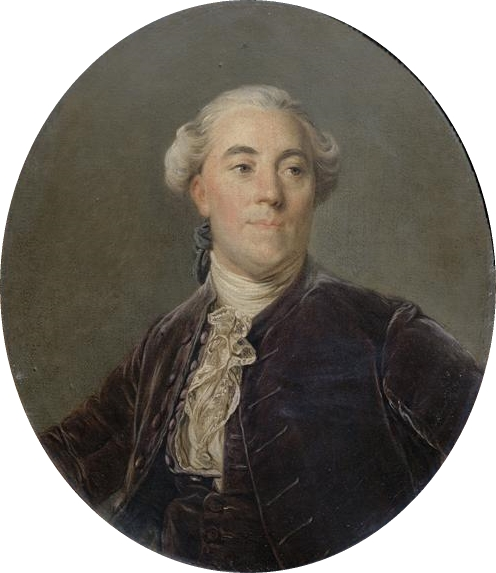
Jacques Necker
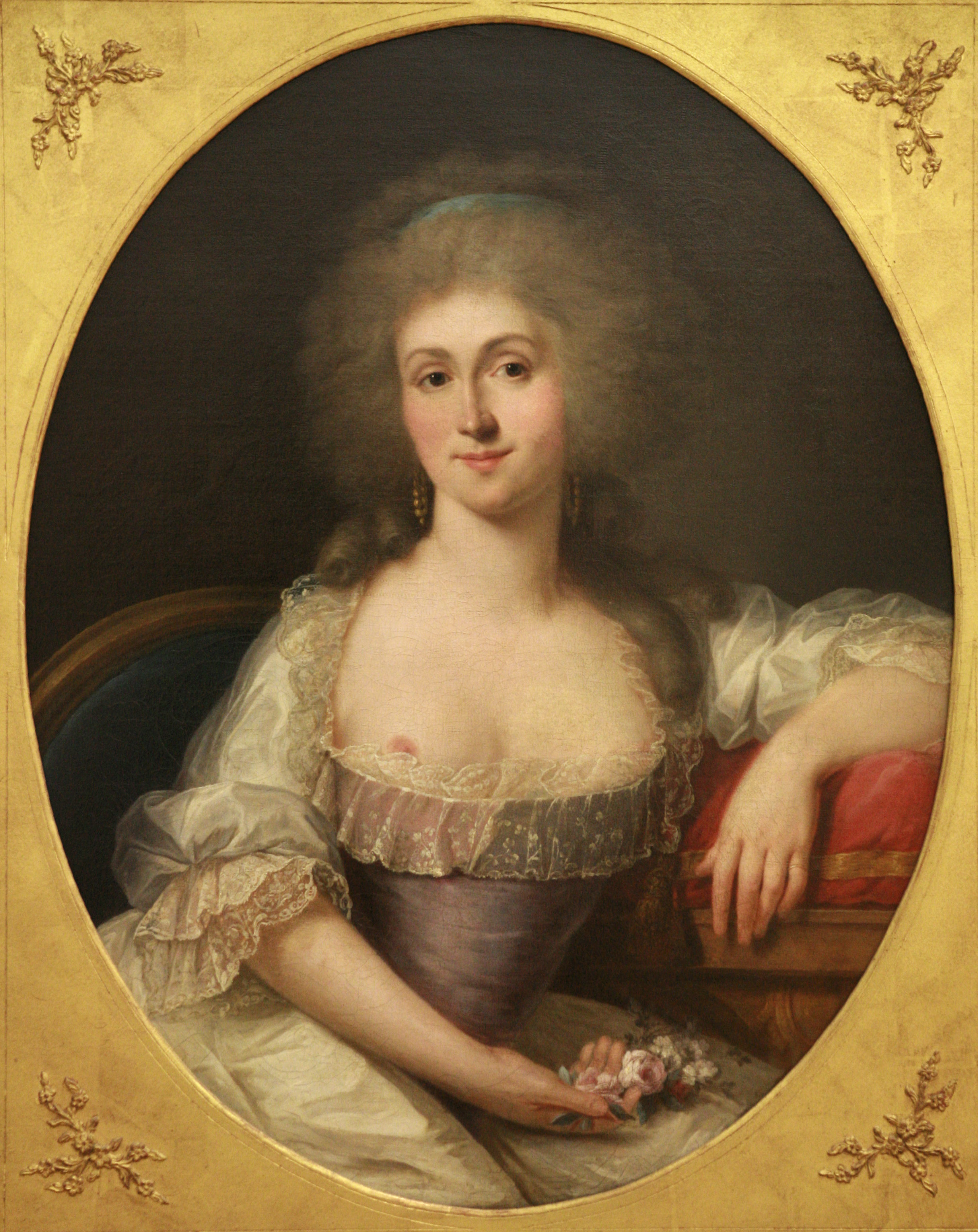
Marie-Louise von Savoyen-Carignan, princesse de Lamballe